# Jugend- und Auszubildendenvertretung
Die Jugend- und Auszubildendenvertretung (JAV) ist die Vertretung der Jugendlichen unter 18 Jahren und der zur Berufsausbildung Beschäftigten (Jugendliche, Auszubildende, Praktikanten, dual Studierende) in einem Betrieb oder einer Behörde in Deutschland. Diese Personengruppe ist daher auch wahlberechtigt.
Eine Jugend- und Auszubildendenvertretung kann nur gewählt werden, wenn bereits ein Betriebsrat besteht. Eine Doppelmitgliedschaft in Betriebsrat und Jugend- und Auszubildendenvertretung ist im Betriebsverfassungsgesetz nicht vorgesehen.

## Die Wahl
Passive Wahl
Jeder Arbeitnehmer bis zur Vollendung des 25. Lebensjahres und jeder Auszubildende (unabhängig vom Alter) darf sich zur Wahl aufstellen lassen (im öffentlichen Dienst gelten andere Altersgrenzen – siehe JAV im öffentlichen Dienst). Er darf nicht Mitglied des Betriebsrates sein. Mitglieder, welche im Laufe der Amtszeit das 25. Lebensjahr vollenden oder ihre Berufsausbildung beenden, bleiben gem. § 64 Abs. 3 BetrVG dennoch Mitglied der JAV.
Aktive Wahl
Alle jugendlichen Beschäftigten bis zur Vollendung des 18. Lebensjahres und alle Auszubildenden (unabhängig vom Alter) dürfen die Jugend- und Auszubildendenvertretung wählen.

## Aufgaben der JAV
Die Jugend- und Auszubildendenvertretung arbeitet eng mit dem Betriebsrat bzw. der Personalvertretung zusammen.
- Wahrnehmung der Belange der Auszubildenden
- Beantragung von Maßnahmen beim Betriebsrat oder der Personalvertretung (speziell zu Ausbildung, Übernahme, Gleichstellung von Männern und Frauen)
- Überwachung von zugunsten  der Auszubildenden geltenden Gesetzen, Verordnungen, Unfallverhütungsvorschriften, Tarifverträgen und Betriebsvereinbarungen
- Anregungen der Auszubildenden an den Betriebs-/Personalrat
- Integration ausländischer Auszubildender

## Rechte
- Teilnahme an Betriebsrats- bzw. Personalratssitzungen
- Teilnahme an Ausschusssitzungen des Betriebsrates, so weit Ausschüssen des Betriebsrats Angelegenheiten zur selbständigen Erledigung übertragen wurden oder Angelegenheiten behandelt werden, die die jugendlichen Arbeitnehmer oder Auszubildenden betreffen
- Teilnahme an Besprechungen zwischen Betriebs-/Personalrat und Arbeitgeber, so weit Angelegenheiten behandelt werden, die die jugendlichen Arbeitnehmer oder Auszubildenden betreffen
- Durchführung von Jugend- und Auszubildendenversammlungen
- Durchführung von Jugend- und Auszubildendenvertretungssitzungen
- Abhalten von Sprechstunden
- Teilnahme an erforderlichen Schulungen auf Kosten des Arbeitgebers
- Freistellungen von der arbeitsvertraglichen Pflicht zur Erledigung der Aufgaben als JAV-Mitglied ohne Minderung des Arbeitsentgeltes oder einem Verlust der eingebrachten Arbeitszeit
- Die JAV hat Anspruch auf die Nutzung eines eigenen Büroraums.[1]

## Zeitpunkt der Wahl und Amtszeit
Die Wahl zur Jugend- und Auszubildendenvertretung findet alle zwei Jahre in einem Zeitraum vom 1. Oktober bis 30. November statt. Entsprechend beträgt die Amtszeit zwei Jahre und beginnt mit Bekanntgabe des Wahlergebnisses, oder, bei noch bestehender JAV, mit Ende der Amtszeit der alten Jugend- und Auszubildendenvertretung (welche aber spätestens am 30. November enden muss).
Hat eine JAV-Wahl außerhalb des regelmäßigen Wahlzyklus stattgefunden, muss die nächste Wahl wieder während der Zeitspanne der regelmäßigen JAV-Wahlen durchgeführt werden. Das gilt nur dann nicht, wenn die JAV zu Beginn des kommenden regelmäßigen Wahlzeitraums noch kein Jahr im Amt ist. Hier bleibt das Gremium dann bis zum übernächsten regelmäßigen Wahltermin im Amt.

## Anzahl der Vertreter in der JAV
Nach § 101  Abs. 1 BPersVG und nach § 62 Abs. 1 BetrVG gelten folgende Regelungen zur Anzahl der Vertreter in der JAV:
| Anzahl Wahlberechtigter im Betrieb | Vertreter in der JAV |
| ---------------------------------- | -------------------- |
| 5 bis 20                           | 1                    |
| 21 bis 50                          | 3                    |
| 51 bis 150                         | 5                    |
| 151 bis 300                        | 7                    |
| 301 bis 500                        | 9                    |
| 501 bis 700                        | 11                   |
| 701 bis 1000                       | 13                   |
| über 1000                          | 15                   |

## Schutzvorschriften
Um eine Benachteiligung von Jugend- und Auszubildendenvertretern aufgrund ihres Amtes zu verhindern, hat der Gesetzgeber im Betriebsverfassungsgesetz und analog auch in den Personalvertretungsgesetzen diverse Schutzvorschriften für die Mitglieder einer JAV erlassen. So sind sie gemäß § 78 a BetrVG nach der Ausbildung, auf Antrag des Jugend- und Auszubildendenvertreter, innerhalb der letzten drei Monate vor Beendigung des Berufsausbildungsverhältnisses, in ein unbefristetes Arbeitsverhältnis zu übernehmen. Durch diese Verpflichtung zur Übernahme wird die Ämterkontinuität der Arbeitnehmervertretung gewährleistet und der Amtsinhaber somit vor negativen Folgen bei seiner Amtsausführung während des Berufsausbildungsverhältnisses geschützt. Ausnahmen hiervor gibt es nur, wenn der Arbeitgeber nachweisen kann, dass er keinerlei Personalbedarf hat. Dies setzt voraus, dass kein anderer Auszubildender übernommen wird. Außerdem darf der Jugend- und Auszubildendenvertreter in seiner Abschlussprüfung nicht deutlich schlechter abgeschnitten haben, als der Durchschnitt seines Lehrjahres. Darüber hinaus genießen die Mitglieder der JAV denselben Kündigungsschutz wie die des Betriebsrates. Hat ein Arbeitgeber dennoch nicht vor, einen Auszubildenden in der JAV, nach dem Ende des Berufsausbildungsverhältnisses auf unbestimmte Zeit zu übernehmen, so muss er das dem Auszubildenden schriftlich drei Monate vor Beendigung des Berufsausbildungsverhältnisses mitteilen (§ 78a Abs. 1 BetrVG). Dies ist ebenso gültig, wenn das Berufsausbildungsverhältnis vor Ablauf eines Jahres nach Beendigung der Amtszeit der JAV endet (§ 78a Abs. 3 BetrVG).

## JAV im öffentlichen Dienst
Auch im öffentlichen Dienst werden Jugend- und Auszubildendenvertretungen gewählt. Die Regelungen befinden sich in den Personalvertretungsgesetzen des Bundes und der Länder. Wählbar sind für die Vertretungen im Bundesdienst Beschäftigte, die am Wahltage noch nicht das 26. Lebensjahr vollendet haben (§ 100  Abs. 2 BPersVG). Die jeweiligen Landespersonalvertretungsgesetze für im Landes- oder Kommunaldienst Beschäftigte haben stellenweise hiervon abweichende Altersgrenzen, so sind zum Beispiel in Bayern oder Nordrhein-Westfalen Beschäftigte, die am Wahltage noch nicht das 27. Lebensjahr vollendet haben, wählbar. Wahlberechtigt sind alle Beschäftigten, die das 18. Lebensjahr noch nicht vollendet haben (jugendliche Beschäftigte) oder die sich in einer beruflichen Ausbildung befinden und das 25. Lebensjahr noch nicht vollendet haben. Zu letzteren gehören auch Beamte auf Widerruf im Vorbereitungsdienst. Im öffentlichen Dienst ist die Anzahl der Jugendvertreter (nach den Personalvertretungsgesetzen) leicht abweichend geregelt. Auch fand die Wahl bisher jeweils im Frühjahr statt. Rechte und Pflichten entsprechen denen in der Privatwirtschaft.

## Gesamt- oder Konzern-Jugend- und Auszubildendenvertretung
Die Gesamt- oder Konzern-Jugend- und Auszubildendenvertretung ist eine Interessenvertretung, die auf der überbetrieblichen Ebene eines Unternehmens oder Konzerns agiert. Sie besteht aus den Jugend- und Auszubildendenvertretern verschiedener Betriebe innerhalb des Unternehmens oder Konzerns, die in diese Gremien gewählt und entsandt wurden. Hier setzt sich die Gesamt- und Konzern-JAV für die Belange und Rechte der Auszubildenden und jungen Beschäftigten auf übergeordneter Ebene ein. Gegenüber dem Arbeitgeber vertritt der Gesamtbetriebsrat die Anliegen der Gesamt-Jugend- und Auszubildendenvertretung. Die Gesamt-Jugend- und Auszubildendenvertretung kann zu allen Sitzungen des Gesamtbetriebsrats einen Vertreter entsenden.